# Виноградська Голда Євгеніївна

Виноградська Голда Євгеніївна народилась 04/05/1974 у Львові – українська громадська діячка,  Президент Національного партнерства в легкій промисловості України
```
Автор проєктів «Екскурсія Україною по подіуму», 
https://journeypodiumukraine.com/
, Всеукранський конкурс професійної майстерності «Прорив легкої промисловості України ( FASHION- ПРОРИВ)  
https://fashionglobusukraine.com/konkurs/
, Ідеолог та один з авторів електронного посібника «Професія творити моду» 
https://posibnyk.fashionglobusukraine.com/
, Автор книги “Українська принцеса чи мрії Посла України” (
https://y.ua/golda-vinogradska-ukranska-princesa-chi-mr-posla-ukrani/p491586/
,  Організатор ГС «Національне галузеве партнерство в легкій промисловості України «Fashion Globus Ukraine» 
https://fashionglobusukraine.com/
```

дизайнер одягу https://goldafashion.com/ , автор fashion-musical «Прогулка под Луной» http://www.unian.net/society/101142-dizayner-vinogradskaya-progulyalas-pod-lunoy-i-sdelala-predlojenie-poslam.html  ( 
www.youtube.com/watch?v=HIh2qDJ2w9g
1.	ОСВІТА:
Аспірантура Інститут Професійної освіти Національної Академії Педагогічних наук України ( за пів роки захист дисертації) Тема «Державно-приватне партнерство в підготовці кадрів для легкої промисловості»
1991-1995р 4 курси ДУ «Львівська Політехніка» Електроенергетичного факультету спеціальність «Автоматизовані системи управління енергетичними системами»
2005-2011 Арт академія  дизайну ім. Сальвадора Далі магістр за спеціальністю «Дизайнер одягу та аксесуарів»
1991-1994р Львівська Академія танцю спеціальність «Хореограф-постановник»
```
Fashion business в College Saint Martin Лондон 
```

ПРОФЕСІЙНИЙ ДОСВІД:
Серпень 1999- березень 2007Віце-президент, Фінансовий директор Холдингової компанії «ЕMV-Енерго» (Виробництво, монтаж, ремонт і технічне обслуговування електророзподільчої та контрольної апаратури  На рахунку підприємства десятки побудованих підстанцій та об'єктів в Україні та інших країнах СНД«під ключ». https://emvenergo.com/uk/page/contact
Березень 2007 – до сьогодні – Генеральний директор та засновник французко-української компанії JOLIE DAME ( галузь- легка промисловість)
Основні досягнення:
- створення лінії жіночого бренду GOLDA, який продається в різних  містах України  та країнах світу; (міжнародний патент) https://goldafashion.com/
- розроблена, сертифікована  та запатентована лінія шкільного одягу Golda kids;
- солідний досвід проведення міжнародних виставок у багатьох країнах світу в т.ч. у США, Франції, Великобританії, Німеччині, ОАЕ, Кореї, Китаї тощо. Покази колекцій GOLDA відбулись у 20 країнах світу.
З 1 жовтня 2014 до тепер  -  Президент «Національного галузевого партнерства в легкій промисловості України  «FASHION GLOBUS URAINE». (www.fashionglobusukraine.com). Його основні тези - популяризація українських виробників в світі та допомога дизайнерам та виробникам легкої промисловості у вирішені питань, пов'язаних з підготовкою кадрів для галузі, сировини та експортом продукції виробників.    
```
Реалізувала  багато програм культурної дипломатії в різних країнах світу (США, Канаді, Польщі, Італії, Словаччини, ОАЄ, Ізраїлі, Індонезії, Німеччині, Індії).   Автор та керівник проекту «Екскурсія Україною по подіуму» ( 
http://journeypodiumukraine.com/
 )
```

- мала честь представляти українську легку промисловість на 3-х міжнародних форумах в Китаї  та в рамках форуму  "Belt and Road for textile cooperation" в м. Keqiao Shaoxing, робила промову про стратегічну присутність України в проекті "Шовковий шлях" та міжнародній платформі ESILKROAD.
-завдяки моїй активності Україна стала членом Міжнародної текстильної Ліги.
-мною було організовано 3 відвідування України китайською делегацією урядового рівня по легкій промисловості (в травні, липні та вересні 2019 р.зустрічі в Верховній Раді України, форуму із Укрінвестом, форум на виставці KYIV Fashion, відвідування виробничих потужностей Харкова як столиці легкої промисловості, організація бізнес-зустрічей).
створена експортна платформа українського fashion в Польщі, яка просуває продукцію українських дизайнерів та виробниках в багатьох країнах Європи.
налагоджена співпраця із асоціаціями легкої промисловості в 20 країнах світу ( Індія, Китай, Узбекистан, Іран, Єгипет, Бангладеш, Бразилія, Перу, Ізраїль, Ефіопія, Нігерія, Пакистан, Греція, Румунія, Болгарія, Лаос, Камбоджа, Казахстан)
FASHION GLOBUS URAINE став секторальним партнером ТПП України у міжнародних проектах та співпраці у всіх регіонах України у проведенні спільних заходів. В квітні 2019 моєю командою разом з ТПП був організований перший технологічний форум «UPDATE українського легпрому».
2020-2022 член експертної регіональної відбіркової комісії з присудження стартового фінансування жінкам в рамках проєкту «Жінки залучені: шлях до зростання та економічної безпеки»
2015 -2019   - Радник Міністра освіти та науки України з питань профтехосвіти ( на громадських засадах).  В якості радника міністра освіти та науки України займала активну позицію в реформуванні профтехосвіти України та впровадженні  дуальної системи навчання в підготовці кадрів для бізнесу.
-автор першої в Україні петиції на сайті Верховної Ради України, яка набрала необхідну кількість голосів  для розглядання, про захист профтехосвіти України.
-ідеолог проекту та голова оргкомітету конкурсу "Прорив легкої промисловості України"  професійної освіти України в легкій промисловості . Відбувся за підтримки мерій в наступних містах:  2016 у Києві,  2017 Львові, 2018- Харкові, 2019- Хмельницькому. 2021, 2023, 2024-online. https://fashionglobusukraine.com/konkurs/
В конкурсі беруть участь до 100 учбових закладів із всіх регіонів України. Проект об’єднує в собі можливості для розбудови неформальної аудиторії фахівців дотичних до фешну  та підняття престижу професійної освіти. Організація базису для співпраці освіти, громадськості та бізнесу це  ідеологічний підхід для переосмислення  питання браку кадрів мистецьким шляхом. 
-	2020 р разом з командою однодумців створила іноваційний електронний посібник «Професія творити моду» для закладів професійної освіти швейної галузі  https://posibnyk.fashionglobusukraine.com/
-  голова журі в компетенції «ДИЗАЙН» всеукраїнського конкурсу МОН України WORLD SKILL.
- учасник багатьох конференцій та зустрічей між освітою та бізнесом.
З грудня 2019 – експерт Українського Культурного Фонду в секторі «Мережі та аудиторії»
З 2018 р - Член Комітету з модернізації промисловості України при ТПП України.
Автор книги:  “Українська принцеса чи мрії Посла України” (https://y.ua/golda-vinogradska-ukranska-princesa-chi-mr-posla-ukrani/p491586/)
Нагороди:  
-Почесний нагрудний знак "За заслуги перед Збройними Силами України"(Наказ 02/09/15   N 547) 
- Нагорода від Міністра Культури Тунису за внесок у розвиток культурних відношень між країнами. https://gordonua.com/ukr/bulvar/news/ukrajinski-dizajneri-otrimali-nagorodi-v-tunisi-188365.html
- Численні грамоти від МОН України за впровадження приватно-державного партнерства. 

-Автор колонок на  Блоги ЛІГА.Net  ( https://blog.liga.net/user/gvinogradskaya/profile
«ОБОЗРЕВАТЕЛЬ». https://www.obozrevatel.com/ukr/person/golda-vinogradskaya.htm
Інтерв’ю
InterVizor https://youtu.be/7m27BuJHyQo?si=6gnOYDayt6e06dv5
Хмельницький 7+ https://www.youtube.com/watch?v=k3l_nkn8IF4
1+1 https://www.youtube.com/watch?v=FJ55CoJnHdE
Голос Америки  https://www.youtube.com/watch?v=2fcJr4y13p8&list=PLsqywQnRdaAC665SrfBDFh1QUiFmFMWKC&index=5ICTV https://youtu.be/cxMiGottXdI?si=7FY38ukYavD0p2nz
Kyiv https://youtu.be/fUf2-tRMR7k?si=-nTE6UI0xGbw5aQl
Інтер https://youtu.be/YVzBobwCNgw?si=YCsjKi4XhGJkfT24
https://www.youtube.com/watch?v=b_3gY8yRRZc&list=PLsqywQnRdaAC665SrfBDFh1QUiFmFMWKC&index=9
MAXXI TV https://www.youtube.com/watch?v=b2JZu0ZLntI&list=PLsqywQnRdaAC665SrfBDFh1QUiFmFMWKC&index=4ttps://www.youtube.com/watch?v=lkaBct-mfUM&list=PLsqywQnRdaAC665SrfBDFh1QUiFmFMWKC&index=3
Громадське радіо -https://hromadske.radio/podcasts/40-novi-20/persh-za-vse-zhinka-osobystist-poza-vikom-i-modoiu-dyzaynerka-holda-vynohrads-ka
Емігрантське радіо -https://www.youtube.com/watch?v=RjstmOJTkjs
Канал РАДА https://vechirniy.kyiv.ua/news/98456/
```
                     
https://www.youtube.com/watch?v=_JRknu5-Qpg
```

ATR https://atr.ua/video/10856/sabaranok-201118-gosti-golda-vinogradska-i-kamila-saadat-tema-nacional
5-ий канал https://www.5.ua/svit/modna-peremoha-v-tunisi-kolektsiiu-ukrainskykh-dyzaineriv-vidznachyly-spetsialnoiu-nahorodoiu-145481.html
Соціальна країна https://www.youtube.com/watch?v=g2IihQg5Spo
Перший Діловий https://www.youtube.com/watch?v=6ML7gZ35f2Y
8 канал.ua https://www.youtube.com/watch?v=q5AJk4jtJN4
Радіо НВ https://www.youtube.com/watch?v=kuz0U0Dj-Qc
https://www.facebook.com/watch/live/?ref=watch_permalink&v=2569388443371362
Europa Plus https://www.youtube.com/watch?v=EqZ6ghfmOb0
Run/Ok https://www.youtube.com/watch?v=rHGpUlv7BAw&list=PLsqywQnRdaAC665SrfBDFh1QUiFmFMWKC
Ранок по-київські https://www.youtube.com/watch?v=h6w5KedRngY
Українське радіо https://www.youtube.com/watch?v=osWb5Fi1cGk&t=1s
Експресо ТВ https://www.youtube.com/watch?v=7aNS8PO-h8w&t=141s
Обозреватель https://www.youtube.com/watch?v=_d-pTglH_sw&t=71s
К-студія https://www.youtube.com/watch?v=2Las0yaCbYI&t=2s
Філософія особистості  https://www.youtube.com/watch?v=m6GfRMFbt3M
https://www.youtube.com/watch?v=ebEdGrAXIbcEspreso https://espreso.tv/video/262713
Укрінформ https://www.youtube.com/watch?v=KL2jJp2omIM
Вечірній Київ https://vechirniy.kyiv.ua/news/98456/
Главред https://glavred.net/chat/629-golda-vinogradskaya.html
https://uamodna.com/interview/vseukrayinsjkyy-proekt/
https://gordonua.com/ukr/bulvar/news/-ukrajinski-dizajneri-predstavili-v-polshchi-kolektsiji-z-riznih-regioniv-ukrajini-558404.html
https://ivet.edu.ua/9989/konkurs-krashhyj-aspirant-2023-roku-sup-2/
https://photo.unian.net/photo/110936-fashion-musical-progulka-pod-lunoy
https://24tv.ua/economy/chomu_ukrayintsi_vdyagayut_yevropu_a_sami_nosyat_desheviy_motloh_n1079778
https://galinfo.com.ua/news/vid_lvovu_do_krymu_12_ukrainskyh_dyzayneriv_prezentuvaly_ukrainu_v_polshchi_302559.html
https://zza.delo.ua/know/za-kordon-jaki-zagrozi-stanovit-trudova-migraci-349155/
https://www.5.ua/regiony/khmelnytskyi-moda-189004.html
https://city-adm.lviv.ua/news/economy/242276-zavtra-u-lvovi-vidbudetsia-zustrich-dyskusiia-lvivskyi-modnyi-klaster
https://wz.lviv.ua/interview/193774-holda-vynohradska-zrobyty-vechirniu-sukniu-mozhe-khto-zavhodno-a-zrobyty-budennist-krasyvoiu-tse-talant
https://modoslav.blogspot.com/2014/05/5.html
https://kurs.if.ua/news/vid_galychyny_do_donbasu_u_polshchi_dyzaynery_prezentuvaly_ekskursiyu_ukrainoyu_po_podiumu_foto_71260.html/
https://bvpuonpu.odessaedu.net/uk/news-274-11811/
https://vikabarva.com/podiumi/sovmestnaya-kollektsiya-ukrayinki-dizajnerov-na-nifv/
http://starbom.com/news/avtor-naryadov-dlya-nastoyashhih-printsess-golda-vinogradskaya-podderzhit-studiyu-smile
https://tetivabloger.wixsite.com/toronto2016
http://www.golos.com.ua/article/337319
http://glianec.com.ua/celebrities/799-i-u-jolie-dame
https://www.kmu.gov.ua/events/21-zhovtnya-prezentaciya-novih-instrumentiv-dlya-distancijnogo-navchannya-u-sferi-profesijno-tehnichnoyi-osviti
https://platforma-msb.org/prezentatsiya-monitoryngu-malogo-i-serednogo-biznesu-ukrayiny-msb-puls/
https://kbp.aero/news/pershyj-den-zymy-vidlunnya-nepovtornogo-finalu-nebesni-lastivky-2017/
https://ye.ua/kultura/41452_Hmelnichanam_prezentuvali_ponad_chotiri_desyatki_kolekciy_svitlovidbivayichogo_odyagu_(FOTO).html
https://ukurier.gov.ua/uk/articles/buti-vrodlivoyu-ne-zaboronish/
https://mon.gov.ua/news/viznacheno-prizeriv-konkursu-proriv-legkoi-promislovosti-ukraini
http://umo.edu.ua/news/navichki-dlja-uspishnoji-karjeri
https://ukurier.gov.ua/uk/articles/ukrayinski-dizajneri-pokazali-kolekciyi-na-pyatih-/
https://ye.ua/kultura/41443_Pokaz_mod_u_Hmelnickomu__shvachki_zi_vsiyeyi_krayini_pokazhut_kolekciyi_bezpechnogo__odyagu.html
https://www.depo.ua/ukr/life/privet-nyu-yorku-ruchnaya-vyshivka-i-shahterskie-kaski-edut-13022015152400
https://www.vikka.ua/novini/stilnij-obraz-za-minimum-vitrat-cherkashhanam-rozpovili-pro-modni-tendenci%D1%97-cogo-sezonu/
https://kbp.aero/news/v-aeroportu-borispil-prezentuyut-kolekciyu-20-ti-ukrayinskix-dizajneriv-yaka-vpershe-v-istoriyi-ukrayini-virushit-na-new-york-fashion-week/
https://interfax.com.ua/news/press-release/302504.html
https://www.khm.gov.ua/en/node/976
https://paramoloda.ua/articles/golda-vynogradska-ya-pragnu-buty-ulublenym-dyzainerom/
https://val.ua/uk/107048.html
https://shd.com.ua/polish-ukrainian%20economic
https://st-sophia.org.ua/uk/novini/festival-knyazha-rodina-regio-genus-v-sofiyi-ki/
https://day.kyiv.ua/article/taym-aut/u-nyu-yorku-pokazaly-patriotychni-kolektsiyi-ukrayinskykh-dyzayneriv
https://pon.org.ua/novyny/4681-chi-zalishitsya-profesyno-tehnchna-osvta-v-ukrayin.html
https://vikna.if.ua/news/category/all/2015/02/24/30486/view
https://itd.rada.gov.ua/services/Petition/Index/1227?page=136
https://rozmova.wordpress.com/2020/05/28/holda-vynohradarska-2/
https://shd.com.ua/proryv_legproma
https://news.dks.ua/index.php/news/zhitomir/2530
https://umoloda.kyiv.ua/number/645/198/23369/

Останні публікації 
https://business.rayon.in.ua/news/783336-ukrainska-moda-v-parizhi-lutski-edelvika-ta-parasolka-pokazala-v-chomu-sekret-stiykosti-ukraini-pid-obstrilami
https://ukrainky.com.ua/v-ukrayini-startuvav-konkurs-na-najkrashhu-kolekcziyu-odyagu-ta-aksesuariv-sered-zakladiv-osvity-shvejnogo-profilyu/
https://hospodar.ua/post/9896-
https://womo.ua/fashionproryv-2024-vid-ideyi-do-industriyi-start-novoyi-hvyli-ukrayinskoyi-mody/
http://oblosvita-lg.gov.ua/%D0%BA%D0%BE%D0%BB%D0%B5%D0%BA%D1%86%D1%96%D1%8F-%D1%81%D1%94%D0%B2%D1%94%D1%80%D0%BE%D0%B4%D0%BE%D0%BD%D0%B5%D1%86%D1%8C%D0%BA%D0%BE%D0%B3%D0%BE-%D0%BF%D1%80%D0%BE%D1%84%D0%B5%D1%81%D1%96%D0%B9%D0%BD/